# Vorbasse Sogn
Vorbasse Sogn er et sogn i Grene Provsti (Ribe Stift).
I 1800-tallet var Hejnsvig Sogn anneks til Vorbasse Sogn. Begge sogne hørte til Slavs Herred i Ribe Amt. De udgjorde Vorbasse-Hejnsvig sognekommune, men den blev senere delt, så hvert sogn var en selvstændig sognekommune. Ved kommunalreformen i 1970 blev Vorbasse indlemmet i Billund Kommune, og Hejnsvig blev indlemmet i Grindsted Kommune, der ved strukturreformen i 2007 også indgik i Billund Kommune.
I Vorbasse Sogn ligger Vorbasse Kirke. Skjoldbjerg Kirke blev i 1921 indviet som filialkirke til Vorbasse Kirke, og Skjoldbjerg blev et kirkedistrikt i Vorbasse Sogn. I 2010 blev Skjoldbjerg Kirkedistrikt udskilt som det selvstændige Skjoldbjerg Sogn.
I Vorbasse og Skjoldbjerg sogne findes følgende autoriserede stednavne:
- Brøndsø Banke (areal)
- Dalagergård Plantage (areal)
- Fitting (bebyggelse, ejerlav)
- Fittingkrat (bebyggelse)
- Fredriksnåde (bebyggelse, ejerlav)
- Fromssejr Plantage (areal)
- Højmose (bebyggelse)
- Høllund (bebyggelse, ejerlav)
- Høllund Søgård Plantage (areal)
- Lille Almstok (bebyggelse, ejerlav)
- Lundebanke (areal)
- Nebel (bebyggelse, ejerlav)
- Nebel Bæk (vandareal)
- Nørremose (areal)
- Rankenbjerg (bebyggelse, ejerlav)
- Ravnhøj (areal)
- Remmerlund (bebyggelse)
- Skjoldbjerg (bebyggelse)
- Store Almstok (bebyggelse, ejerlav)
- Trindhøj (areal)
- Vejly (bebyggelse)
- Vorbasse (bebyggelse, ejerlav)
- Vorbasse Sønderhede (bebyggelse)
- Østerby (bebyggelse)
- Østervig (bebyggelse)